# George II van Pommeren
George II (Barth, 30 januari 1582 - Buckow, 27 maart 1617) was een Pommerse hertog uit de greifendynastie. Van 1606 tot zijn dood bestuurde hij met zijn oudere broer Bogislaw XIV het Amt Rügenwalde.

## Biografie
George II was de vierde zoon van hertog Bogislaw XIII van Pommeren-Stettin en Clara van Brunswijk-Lüneburg. Na de dood van zijn vader in 1606 kreeg hij met zijn broer Bogislaw XIV het bestuur over het Amt Rügenwalde toegewezen. Rügenwalde was geen zelfstandig gebied, maar was onderdeel van het Hertogdom Pommeren-Stettin, dat door Georges oudste broer Filips II geregeerd werd. 
In 1615 was George II met zijn jongere broer Ulrich aanwezig bij het Beleg van Brunswijk. Daarna hield hij zich vooral bezig met de jacht in de omgeving van zijn residentie in Buckow. George II stierf ongehuwd en kinderloos in 1617, toen hij vijfendertig jaar oud was. Tijdgenoten schreven zijn vroege dood toen aan drankzucht.

## Noot
1. ↑   Bij het schrijven van dit artikel is gebruikgemaakt van de volgende bron:
(de)  D. Schleinert (2012): Pommerns Herzöge: Die Greifen im Porträt, eerste druk, Hinstorff Verlag, Rostock, blz. 95.